# 马来西亚—东帝汶关系
马来西亚—东帝汶关系是马来西亚与东帝汶之间的外交关系。马来西亚在帝力设有大使馆，东帝汶在吉隆坡设有大使馆。

## 历史
马来西亚是首个于2001年4月13日在东帝汶首都帝力设立联络处的国家，也是首个于2002年5月19日在帝力设大使馆的东盟国家。
2003年10月22日，时任马来西亚首相马哈迪·莫哈末对东帝汶进行三天访问，成为东帝汶于2002年5月独立以来第一位正式对该国展开访问的外国政府首长。
2023年12月3日，东帝汶副总理莱伊抵达马来西亚展开为期四天的工作访问。